# رضا رضوی (ورزشکار)
رضا رضوی (زادهٔ ۳ دی ۱۳۶۸) ورزشکار و عضو تیم ملی کونگ‌فو ایران است. وی ورزش رزمی را با رشته کیک بوکسینگ از ۱۳۸۵ آغاز نمود و از مهم‌ترین عناوین وی می‌توان به قهرمانی مسابقات جهانی کیک بوکسینگ آلمان اشاره کرد.
او با عنوان مربی، تیم ایران را در مسابقات جهانی هنرهای رزمی گرجستان، همراهی کرد.

## حرفه

### قهرمانی آسیا
رضوی در اولین دوره مسابقات آسیایی توآی که به میزبانی ایران برگزار شد توانست با غلبه بر حریف قزاقستانی صاحب مدال طلا در وزن ۶۵ کیلوگرم شود.

### قهرمانی جهان
رضوی در مسابقات قهرمان جهانی Hand to Hand fighting 2019 که درکشور روسیه شهر سن پترزبورگ برگزار شد توانست با غلبه بر کشورهای آلمان، مولداوی، قزاقستان و شکست مقابل روسیه صاحب مدال نقره قهرمان جهانی شود.